# Vojenský hřbitov (Louka)
Zaniklý vojenský hřbitov v Louce u Nové Vsi na Sokolovsku se nacházel v Chráněné krajinné oblasti Slavkovský les poblíž minerálního pramene Grünské kyselky.

## Historie
Hřbitov byl založen Němci za druhé světové války pro malý zajatecký tábor. V něm byli internováni výhradně francouzští zajatci, kteří zde stáčeli minerální vodu z pramene Grünské a Novoveské kyselky nebo pracovali při těžbě dřeva. Počet zajatců je odhadován mezi 100–150 lidmi. Tábor stál asi sto metrů jižně od pramene. Dřevěné baráky na vysokých základech měly rozměry cca 40 × 13 metrů a vedla kolem nich jednoduchá kanalizace.
Hřbitov, který měl být poblíž tábora, se nedochoval a není známa jeho lokace. Zbytky menší vodárny s umývárkou jsou patrné v lese nad zaniklými ubytovacími bloky.
Územím bývalého tábora vede Naučná stezka Mnichovské hadce.